# Руденко Сергій Сергійович
Сергі́й Сергі́йович Руде́нко (нар. 13 квітня 1979, Броди, Львівська область, Українська РСР, СРСР — пом. 2 травня 2014, Карпівка, Слов'янський район, Донецька область, Україна) — український військовий льотчик, підполковник (посмертно) Збройних сил України, командир вертолітної ланки 16-ї окремої бригади армійської авіації. Загинув в ході російсько-української війни.

## Життєпис
Сергій Руденко народився у Бродах, що на Львівщині. Закінчив бродівську школу № 2. З дитинства мріяв стати льотчиком. Служив у рідному місті в 16-й окремій бригаді армійської авіації 8-го армійського корпусу Сухопутних військ ЗС України, в/ч А2595. Крім того, проходив службу у миротворчому контингенті України в Ліберії та ДР Конго. Льотчик першого класу.
З початком антитерористичної операції на сході України військові льотчики 16-ї ОБрАА виконували завдання в районі Слов'янська і Краматорська у Донецькій області.
2 травня 2014 року поблизу села Карпівка Слов'янського району російські бойовики за допомогою переносних зенітних ракетних комплексів збили два вертольоти Мі-24 Збройних сил України, які здійснювали повітряне патрулювання в районі міста Слов'янська. Внаслідок обстрілу п'ятеро офіцерів з двох екіпажів бродівської авіабригади загинули, один зазнав поранень. Спочатку, близько 3-ї години ранку, підбили вертоліт Сергія Руденка Мі-24П «09 жовтий», він закрутився й почав падати. Командир дав можливість одному з членів екіпажу вискочити з вертольота й намагався врятувати ще одного. Коли вертоліт упав, у ньому почали вибухати боєприпаси. Майор Сергій Руденко і старший лейтенант Ігор Грішин загинули, пораненого капітана Євгена Краснокутського захопили терористи (його звільнили 5 травня). Другий вертоліт, «40 жовтий», полетів на допомогу, але теж був збитий. Загинули всі члени екіпажу: майор Руслан Плоходько, майор Олександр Сабада і капітан Микола Топчій. Тіла обгоріли, ідентифікація проводилась за експертизою ДНК.
20 травня в Бродах, на території військової частини відбулося прощання з п'ятьма загиблими льотчиками.
Сергій Руденко похований на Бродівському міському цвинтарі поряд із загиблим бойовим товаришем Русланом Плоходьком. У нього залишилися дружина та донька 2011 р. н.

## Нагороди
- Орден Богдана Хмельницького І ст. (2 серпня 2014, посмертно) — за особисту мужність і героїзм, виявлені у захисті державного суверенітету та територіальної цілісності України[7]
- Медаль «За сумлінну службу» ІІІ ст.
- Медаль ООН «UNMIL»
- Медаль ООН «MONUC»

## Вшанування пам'яті
У травні 2015 року в Бродах відкрито Алею Слави військових льотчиків, які загинули на Донбасі захищаючи Україну.